# Frank Ocean
Frank Ocean (d. Christopher Edwin Breaux; ur. 28 października 1987 w Long Beach, Kalifornia) – amerykański wokalista, raper, autor tekstów. Uznaje się go za pioniera alternatywnego gatunku R&B. Ocean zdobył dwie nagrody Grammy i nagrodę Brit Award International Male Solo Artist, a dwa jego albumy znalazły się na liście 500 najlepszych albumów wszech czasów magazynu Rolling Stone (2020).
Ocean rozpoczął swoją karierę muzyczną jako ghostwriter, aż do przyłączenia się do kolektywu hiphopowego wywodzącego się z Los Angeles – Odd Future w 2010 roku. Rok wcześniej podpisał kontrakt z wytwórnią płytową Tricky'ego Stewarta RedZone Entertainment, powiązaną z Def Jam Recordings, chociaż jego debiutancki mixtape, Nostalgia, Ultra (2011), został wydany niezależnie. Jego debiutancki album studyjny, eklektyczny Channel Orange (2012), zawierał elementy muzyki R&B i soul. Podczas 55. ceremonii wręczenia nagród Grammy album został nominowany do Albumu Roku i wygrał w kategorii Best Urban Contemporary Album; jego główny singiel, „Thinkin Bout You”, został nominowany do Nagrania Roku. W 2013 roku magazyn Time uznał go za jedną z najbardziej wpływowych osób na świecie.
Po czteroletniej przerwie Ocean wydał album wizualny Endless (2016), aby wypełnić zobowiązania kontraktowe z Def Jam. Jego drugi album studyjny, Blonde (2016), został wydany niezależnie następnego dnia. Rozwijając eksperymentalne podejście Oceana, album Blonde spotkał się z uznaniem krytyków, debiutując na szczycie listy US Billboard 200 i zajął pierwsze miejsce na liście Pitchforka Best Albums of the 2010s Decade. Po 2017 roku Ocean wydawał sporadyczne single, pracował jako fotograf dla magazynów, założył markę modową Homer i założył Homer Radio. 14 piosenek Oceana trafiło na listę Billboard Hot 100, natomiast cztery jego wydawnictwa (single i albumy) uzyskały status platynowej płyty przyznany przez Recording Industry Association of America (RIAA).

## Życiorys
Frank Ocean urodził się 28 października 1987 roku jako Christopher Edwin Breaux w Long Beach, Kalifornia. Jego ojcem jest Calvin Edward Cooksey, który był piosenkarzem i klawiszowcem, a matką Katonya Breaux Riley, która później pracowała jako wykonawca robót budowlanych w budynkach mieszkalnych. W wieku pięciu lat przeprowadził się wraz z rodziną do Nowego Orleanu, gdzie dorastał wśród muzyków jazzowych. Wychowywała go matka po rozwodzie rodziców, gdy miał sześć lat. Wychowywano go w wierze chrześcijańskiej, przez krótki czas był również praktykującym katolikiem.
Dziadek Oceana, Lionel McGruder Jr., był dla niego ojcowską figurą po tym, jak jego ojciec opuścił rodzinę. Lionel był wychodzącym z nałogu narkomanem, który leczył się z uzależnienia, a później pełnił funkcję mentora na spotkaniach Anonimowych Alkoholików i Anonimowych Narkomanów. Zabierał Oceana na te spotkania, co stało się inspiracją do napisania przez niego piosenki „Crack Rock” z albumu Channel Orange (2012). Nadał mu też przydomek Lonny, którego Frank Ocean używa do dziś. Dziadek Oceana zmarł w 2010 roku, a Frank Ocean zadedykował mu piosenkę „There Will Be Tears” na swoim mixtape'ie Nostalgia, Ultra (2011).  Wspomniał o nim również w swoim singlu z 2017 roku, „Lens”.
Po ukończeniu szkoły średniej John Ehret High School w Marrero w Luizjanie w 2005 roku Ocean zapisał się na Uniwersytet Nowoorleański, aby studiować język angielski. Jednakże w sierpniu 2005 roku huragan Katrina uderzył w Nowy Orlean, niszcząc jego dom i prywatne studio nagraniowe, a także zmuszając go do przeniesienia się na Uniwersytet Luizjany w Lafayette. Pozostał tam przez krótki czas, po czym zrezygnował ze studiów, aby skupić się na karierze muzycznej.

## Kariera

### 2006–2011: Początki kariery, Odd Future iNostalgia, Ultra
W 2006 roku Ocean przeprowadził się do Los Angeles, aby kontynuować karierę muzyczną. Podejmował się różnych prac w restauracjach i barach szybkiej obsługi, aby się utrzymać. W ciągu niecałych trzech lat dał się poznać jako autor tekstów pod pseudonimem Lonny Breaux. Po otrzymaniu kontraktu, Ocean pisał piosenki dla takich artystów jak Justin Bieber, Beyonce, John Legend i Brandy. Ocean później powiedział o swojej ówczesnej pracy: „Był taki moment, kiedy komponowałem dla innych ludzi i mogłoby być wygodnie kontynuować to i cieszyć się tym źródłem dochodu i anonimowością, ale nie dlatego odszedłem ze szkoły i wyprowadziłem się od rodziny”.

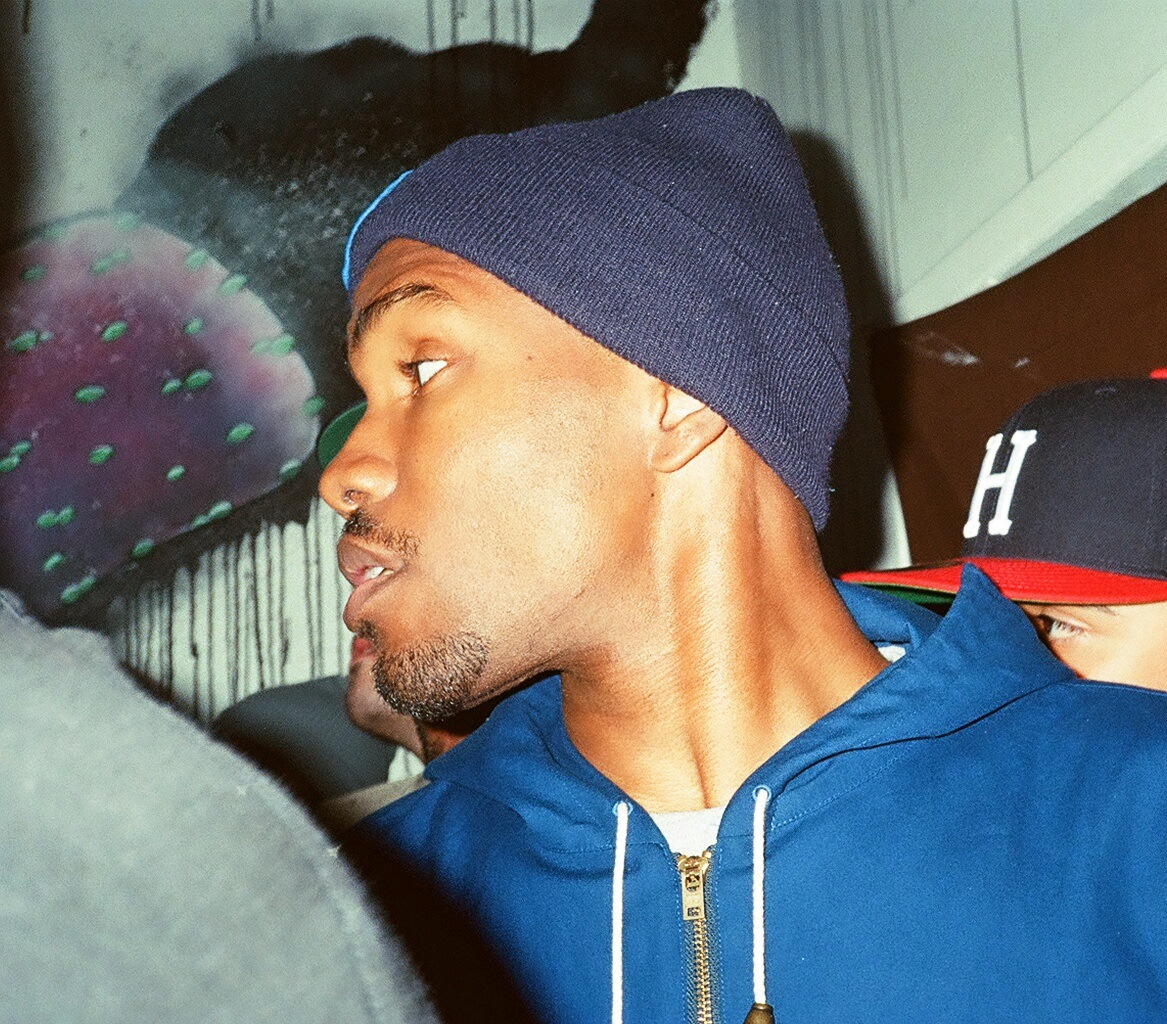
Frank Ocean w 2011 roku

Przyjął pseudonim sceniczny Frank Ocean, zaczerpnięty od Franka Sinatry i filmu z lat 60. Ocean's 11, w którym Sinatra grał główną rolę. Niedługo potem dołączył do hiphopowego kolektywu Odd Future z Los Angeles, który poznał w 2009 roku. Jego przyjaźń z Tylerem, the Creatorem, członkiem zespołu Odd Future, ożywiła twórczość Oceana. Pod koniec 2009 roku poznał Tricky'ego Stewarta, który pomógł mu podpisać kontrakt z wytwórnią Def Jam Recordings. Ocean poczuł się zaniedbany przez wytwórnię i zaczął pracować nad własnym mixtape'em, bez ich udziału. 16 lutego 2011 roku Ocean samodzielnie udostępnił w sieci mixtape Nostalgia, Ultra (2011). Mixtape został przyjęty z uznaniem przez krytyków. Mixtape skupia się na relacjach międzyludzkich, osobistych refleksjach i komentarzu społecznym. Andrew Noz z NPR powiedział, że teksty piosenek Oceana są „inteligentne i subtelne... co wyróżnia go z tłumu”. Jonah Weiner z magazynu Rolling Stone napisał, że Ocean jest „utalentowanym smoothie awangardowego R&B”.
W kwietniu 2011 roku Ocean stwierdził, że jego współpraca z Def Jam zacieśniła się po wydaniu Nostalgia i Ultra (2011). Mixtape przyniósł Oceanowi szeroką sławę i doprowadził do jego współpracy z takimi raperami jak Jay-Z i Kanye Westem. Ocean pojawił się po raz pierwszy w teledysku Tylera, the Creatora do singla „She” z debiutanckiego albumu studyjnego Tylera Goblin (2011). Jego pierwszym występem był wspólny występ z Odd Future na festiwalu muzyczno-artystycznym Coachella Valley w 2011 roku, gdzie później dołączył do nich w ich pierwszej trasie koncertowej po wschodnim wybrzeżu Stanów Zjednoczonych. 19 maja 2011 roku wytwórnia płytowa Oceana, Def Jam, ogłosiła plany ponownego wydania Nostalgia, Ultra (2011) w formie EP-ki. Singiel „Novacane” został wydany na iTunes w maju 2011 roku, a wydanie EP pierwotnie planowano na kolejny miesiąc, ale je opóźniono.
W czerwcu 2011 roku Ocean ujawnił, że będzie pracował nad nadchodzącym wspólnym albumem Kanye Westa i Jay-Z, Watch the Throne. Ocean był współautorem i gościem dwóch utworów: „No Church in the Wild” i „Made in America”. 28 lipca 2011 roku do internetu wyciekła piosenka zatytułowana „Thinkin Bout You”. Później ujawniono, że piosenka ta była utworem demonstracyjnym napisanym przez Oceana do debiutanckiego albumu studyjnego Bridget Kelly, artystki Roc Nation. Kelly potem zmieniła nazwę piosenki na „Thinking About Forever”. W sierpniu 2011 roku Frank Ocean po raz pierwszy pojawił się na okładce 75. numeru czasopisma The Fader.

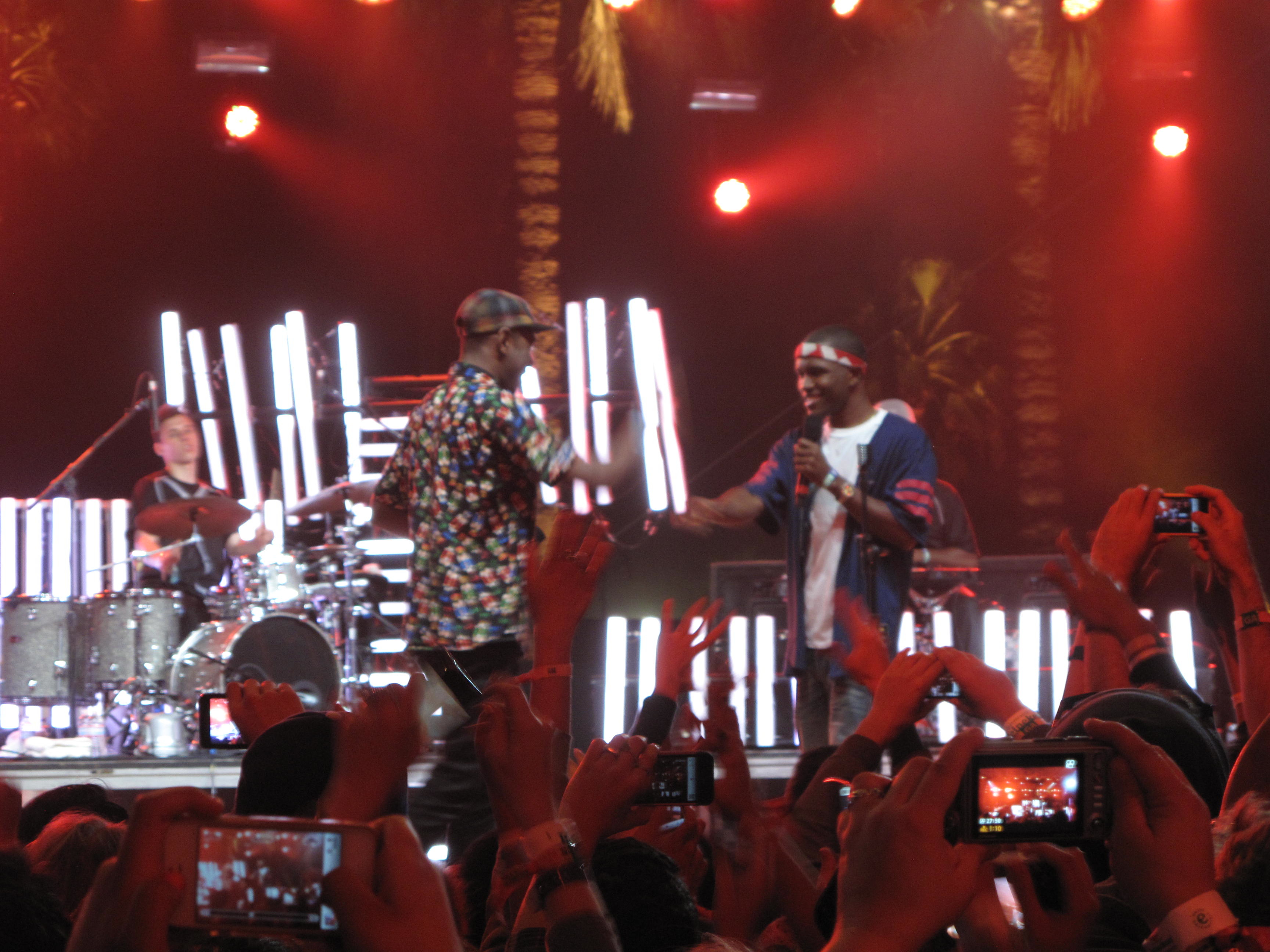
Frank Ocean (po prawej) i Tyler, the Creator (po lewej) na festiwalu Coachella w 2012 roku

### 2012–2013:Channel Orange
Ocean opublikował okładkę głównego singla „Thinkin Bout You” ze swojego debiutanckiego albumu studyjnego, ujawniając, że piosenka zostanie wydana w sklepach cyfrowych 10 kwietnia 2012 roku. Jednak miesiąc wcześniej wyciekła już zremasterowana wersja utworu. O planowanym singlu powiedział: „Zwięźle mnie definiuje jako artystę, biorąc pod uwagę miejsce, w którym jestem teraz, a to był cel” – powiedział o następcy swojego uznanego albumu Nostalgia, Ultra. „Chodzi o historie. Jeśli napiszę 14 historii, które kocham, to następnym krokiem jest stworzenie wokół nich środowiska muzycznego, które najlepiej owinie historię i wszelkiego rodzaju dźwiękowe dobro”.

Być może to jest moment Ziggy'ego Stardusta w R&B, gdzie kontrowersje i rozgłos otaczające orientację seksualną artysty oraz genialność jego najnowszego albumu łączą się, nadając karierze artysty niepowstrzymany rozpęd.

W 2012 roku Ocean wydał swój debiutancki album studyjny Channel Orange (2012), który spotkał się z powszechnym uznaniem krytyków, którzy później nazwali go najlepszym albumem roku w ankiecie HMV Poll of Polls. Album przyniósł Oceanowi sześć nominacji do nagrody Grammy, a niektórzy komentatorzy przyznają, że nadał gatunkowi R&B inny, bardziej ambitny kierunek. Channel Orange (2012), uważany za pierwszą komercyjną płytę Oceana wydaną przez tradycyjną wytwórnię płytową, zawierała niekonwencjonalne piosenki, znane ze swojego opowiadania historii i komentarza społecznego, a także gęstą muzyczną mieszankę czerpiącą z jazz'u, soul'u i R&B. Wpływ na jego album miała także muzyka elektroniczna i funk. Szczególnie piosenki o nieodwzajemnionej miłości przyciągnęły najwięcej uwagi, częściowo z powodu ogłoszenia Oceana przed wydaniem albumu, kiedy to ujawnił, że jego pierwszą miłością jest mężczyzna. Ogłoszenie to trafiło na pierwsze strony gazet na całym świecie, a niektórzy krytycy porównali jego wpływ na kulturę do ujawnienia przez Davida Bowiego, że jest biseksualny w 1972 roku.

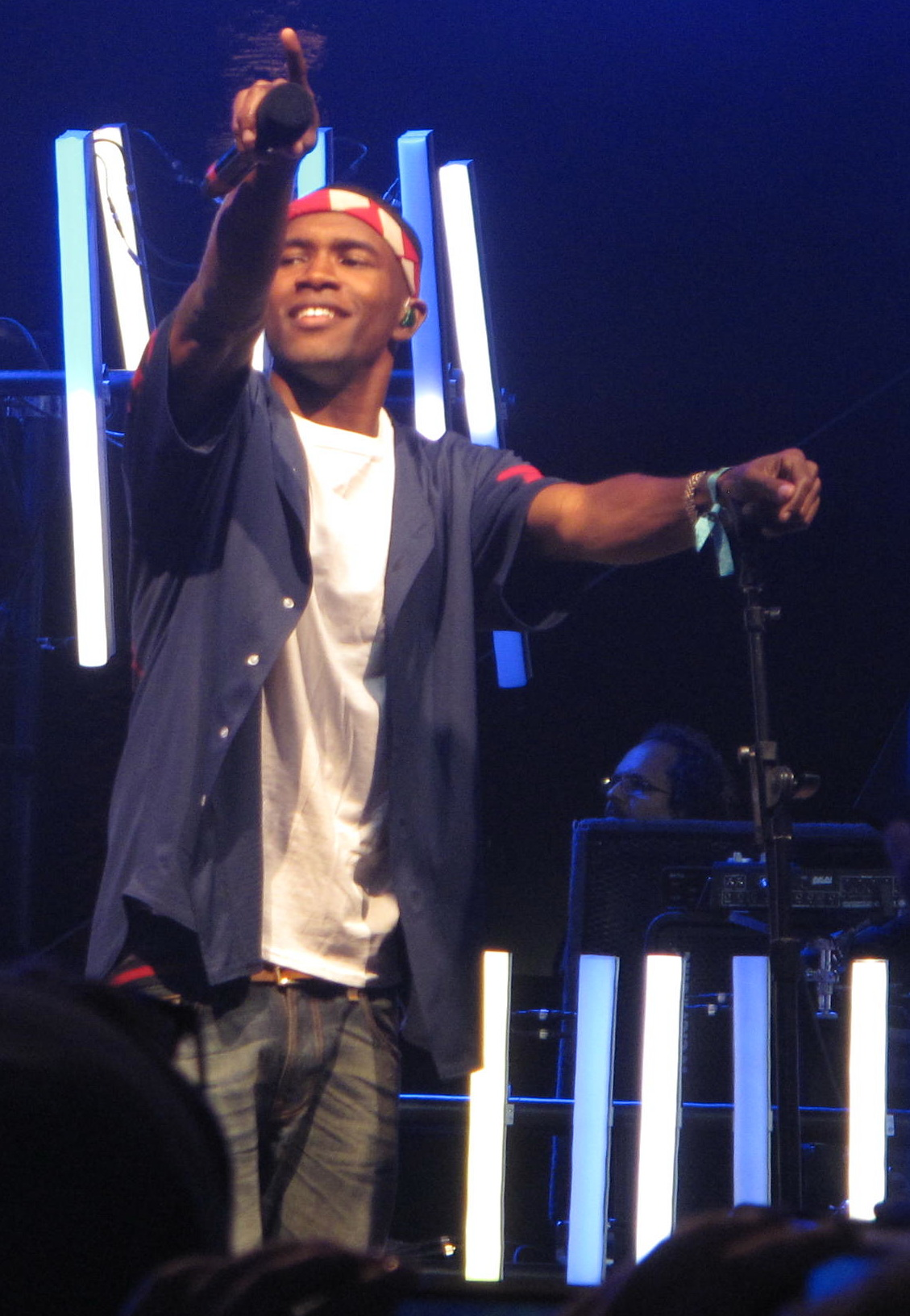
Frank Ocean występujący na festiwalu Coachella w 2012 roku

Channel Orange (2012) zadebiutowała na drugim miejscu na liście Billboard 200 i w pierwszym tygodniu sprzedała się w nakładzie 131 tys. egzemplarzy. Większość sprzedaży w pierwszym tygodniu stanowiły kopie cyfrowe z iTunes, podczas gdy około 3 tys. sprzedanych egzemplarzy stanowiły kopie fizyczne. 30 stycznia, Channel Orange (2012) uzyskała certyfikat RIAA potwierdzający status złotej płyty. Według Nielsen SoundScan, do września 2014 roku sprzedano 621 000 egzemplarzy. Ocean promował album podczas swojej trasy koncertowej w 2012 roku, której finałowe występy odbyły się na festiwalach Coachella i Lollapalooza. Podczas gali Brit Awards 2013 Ocean zdobył nagrodę International Male Solo Artist.
28 maja 2013 roku Ocean ogłosił trasę koncertową You're Not Dead ... 2013 Tour; czternastokoncertowa trasa po Europie i Kanadzie, która rozpoczęła się 16 czerwca 2013 roku w Monachium. Miał wystąpić podczas pierwszego wieczoru festiwalu OVO Fest 4 sierpnia 2013 roku, jednak zmuszony był odwołać swój występ z powodu niewielkiego urazu strun głosowych. Pierwszą noc festiwalu muzycznego odwołano, a James Blake miał wystąpić drugiego wieczoru jako następca Oceana. Ocean pojawił się gościnnie na albumie Johna Mayera Paradise Valley, w utworze „Wildfire”.

### 2013–2016:EndlessiBlonde
W lutym 2013 roku Ocean potwierdził, że rozpoczął pracę nad swoim drugim albumem studyjnym, który miał być kolejnym albumem koncepcyjnym. Wyjawił, że nad płytą współpracował z Tylerem, the Creatorem, Pharrellem Williamsem i Danger Mouse'm. Później przyznał, że na jego twórczość duży wpływ mieli The Beach Boys i The Beatles. Oświadczył, że był zainteresowany współpracą z Tame Impala i King Krule oraz, że nagrał część albumu na Bora-Bora.
10 marca 2014 roku utwór „Hero” został udostępniony do bezpłatnego pobrania na SoundCloud. Utwór był efektem współpracy z Mickiem Jonesem, Paulem Simononem i Diplo i był częścią projektu Converse Three Artists. One Song.
W kwietniu 2014 roku Ocean oznajmił, że jego drugi album jest niemal ukończony, a we wrześniu 2014 roku, Ocean podpisał kontrakt z Markiem Gilespie z Three Six Zero Entertainment.
W czerwcu 2014 roku Billboard poinformował, że piosenkarz współpracuje z wieloma artystami, takimi jak Happy Perez, z którym współpracował przy Nostalgia, Ultra (2011), Charlie Gambetta i Kevin Ristro, a na pokładzie mieli być również producenci Hit-Boy, Rodney Jerkins i Danger Mouse. 29 listopada 2014 roku Ocean opublikował na swoim oficjalnym profilu na Tumblr fragment nowej piosenki zatytułowanej „Memrise”, która rzekomo miała pochodzić z jego nadchodzącego albumu. The Guardian opisał piosenkę jako: „...piosenkę, która potwierdza, że pomimo rzekomej zmiany wytwórni i menedżera, artysta przez te wszystkie lata zachował zarówno eksperymenty, jak i poczucie melancholii”.
6 kwietnia 2015 roku Ocean ogłosił, że następca Channel Orange (2016) ukaże się w lipcu. Album ostatecznie nie został wydany w lipcu, nie podano też powodu opóźnienia. Plotka głosiła, że wydawnictwo będzie nosiło tytuł Boys Don't Cry, a na albumie miał znaleźć się wspomniany wcześniej utwór „Memrise”. W lutym 2016 roku Ocean pojawił się na albumie Kanye Westa, The Life of Pablo (2016) w utworze „Wolves” u boku Vice Mensy i Sia. Miesiąc później utwór został ponownie zredagowany przez Westa, a partia Oceana została oddzielona i umieszczona na liście utworów jako osobna piosenka zatytułowana „Frank's Track”.
W lipcu 2016 roku Ocean zasugerował możliwość wydania drugiego albumu, zamieszczając na swojej stronie internetowej zdjęcie wskazujące na datę premiery w lipcu. Na zdjęciu widoczna była karta biblioteczna z napisem „Boys Don't Cry” i licznymi znaczkami sugerującymi różne terminy. Daty rozpoczynają się 2 lipca 2015 roku i kończą w lipcu 2016 roku. Brat Oceana, Ryan Breaux, również promował publikację albumu, zamieszczając na Instagramie podpis pod tym samym zdjęciem z karty bibliotecznej: „BOYS DON'T CRY #JULY2016”.
1 sierpnia 2016 roku około godziny 3 w nocy, niekończąca się transmisja na żywo nagrywana w negatywnym oświetleniu w rzekomym magazynie w Brooklyn, sponsorowana przez Apple Music, zaczęła pojawiać się na boysdontcry.co i pokazywała pracę Oceana przy drewnie i sporadyczne odtwarzanie utworów instrumentalnych w pętli. Później okazało się, że te podkłady muzyczne pochodzą z jego nadchodzącego albumu wizualnego Endless; szacuje się, że pełna wersja transmisji trwała 140 godzin. Tego samego dnia, wiele serwisów informacyjnych podało, że data 5 sierpnia 2016 roku może być datą premiery filmu Boys Don't Cry. Data ta również okazała się nieprawdziwa, choć podczas sesji AMA na Reddicie jego współpracownik Malay stwierdził, że Ocean jest perfekcjonistą, który ciągle wszystko poprawia i że jego sztuki nie da się przyspieszyć.
W dniach 18 i 19 sierpnia 2016 roku transmisja na żywo była wzbogacona muzyką, a o północy link Apple Music zaczął przekierowywać do projektu nazwanego Endless. Endless był ostatnim albumem Oceana nagranym dla Def Jam Recordings w ramach realizacji kontraktu z wytwórnią płytową. Jeszcze przed premierą albumu wizualnego na Apple Music, Ocean zaczął podejmować starania o rozstanie z wytwórnią Def Jam, która podpisała z artystą kontrakt w 2009 roku. Opisuje swoje negocjacje z wytwórnią jako „siedmioletnią partię szachów”, dodając, że w trakcie procesu musiał wymienić wielu swoich przedstawicieli (w tym prawnika i menedżera), a także odkupić wszystkie swoje nagrania główne, które wcześniej należały do Def Jam.
O północy czasu pacyficznego, 20 sierpnia 2016 roku na stronie Connect Oceana w serwisie Apple Music, a później na jego własnej stronie internetowej, opublikowano teledysk do piosenki zatytułowanej „Nikes”.  Tego samego dnia, Ocean ogłosił otwarcie sklepów tymczasowych w Los Angeles, Nowym Jorku, Chicago i Londynie, promujących jego magazyn Boys Don't Cry, a także wydał swój drugi album studyjny Blonde (2016), który spotkał się z szerokim uznaniem. Album Blonde (2016) zadebiutował na pierwszym miejscu list przebojów w kilku krajach, m.in. w Stanach Zjednoczonych i Wielkiej Brytanii, a w pierwszym tygodniu sprzedaży odnotował sprzedaż na poziomie 232 tys. egzemplarzy (276 tys. wliczając jednostki równoważne sprzedaży albumu).
Zamiast wyruszyć w typową trasę promocyjną, grając na festiwalach radiowych i pojawiając się w programach telewizyjnych, Ocean spędził miesiąc po wydaniu Blonde (2016), podróżując po takich krajach jak Chiny, Japonia i Francja. Postanowił również nie zgłaszać Blonde (2016) do rozpatrzenia na Grammy Awards, stwierdzając, że „ta instytucja z pewnością ma nostalgiczne znaczenie; po prostu nie wydaje się, aby dobrze reprezentowała ludzi, którzy pochodzą z tego samego miejsca, co ja, i trzymają się tego, co ja”. Time uznało ją za najlepszy album 2016 roku na swojej liście podsumowującej rok. Forbes oszacował, że Blonde (2016) przyniosła Oceanowi prawie milion dolarów zysku po tygodniu dostępności, przypisując to niezależnemu wydaniu albumu oraz jego limitowanej, ekskluzywnej wersji na iTunes i Apple Music. 9 lipca 2018 roku album Blonde (2016) uzyskał status platynowej płyty przyznany przez RIAA.

### 2017–obecnie:Blonded Radio, single i Homer
21 lutego 2017 roku szkocki DJ i producent Calvin Harris zapowiedział swój singiel „Slide”, w którym gościnnie wystąpili Ocean i hiphopowe trio Migos. Singiel został wydany dwa dni później i znalazł się na piątym albumie studynym Harrisa Funk Wav Bounces Vol. 1. Frank Ocean i Migos wykonali wokale, a Quavo i Offset, członkowie Migos, współtworzyli tekst piosenki, gdzie produkcją zajął się Harris. Trzeci członek Migos, Takeoff, nie wystąpił w tej piosence. Utwór został wydany 23 lutego 2017 roku i zaprezentowano go w pierwszym odcinku audycji radiowej Blonded Radio w stacji Oceana Beats 1. Jest to również pierwsza współpraca Oceana od czasu opuszczenia wytwórni Def Jam, a Ocean został wymieniony w tekście na okładce płyty jako „Frank Ocean pojawiający się dzięki uprzejmości Franka Oceana”.
„Slide” uzyskał certyfikat podwójnie platynowej płyty przyznany przez RIAA i stał się pierwszym singlem Oceana, który znalazł się w pierwszej dziesiątce listy Billboard Mainstream Top 40, osiągając najwyższą pozycję na 9. miejscu. 10 marca 2017 roku Ocean wydał nowy singiel „Chanel” w drugim odcinku audycji Blonded Radio, a także zagrał alternatywną wersję utworu z udziałem amerykańskiego rapera ASAP Rocky'ego. Piosenka ta była jego pierwszym solowym dziełem wydanym po albumach Blonde (2016) i Endless (2016). W kolejnych audycjach Blonded Radio w kwietniu, Ocean zaprezentował „Biking” z udziałem Jay-Z i Tylera, the Creatora, „Lens”, a także jej alternatywną wersję z udziałem Travisa Scotta i remiks utworu „Slide On Me” z udziałem Young Thuga. 15 maja 2017 roku Ocean wystąpił gościnnie w utworze „Raf” ASAP Moba, który miał preierę na Blonded Radio wraz z solową wersją utworu „Biking”. 28 sierpnia 2017 roku Ocean wydał kolejny singiel „Provider” poprzez audycję Blonded Radio.
W październiku 2017 roku Ocean opublikował w brytyjskim magazynie i-D fotoreportaż zatytułowany „New 17”. W eseju Ocean stwierdził: „Jeśli podobał ci się dwa tysiące siedemnasty, to pokochasz dwa tysiące osiemnasty”. W listopadzie 2017 roku Ocean zasugerował na Tumblrze, że jego piąty projekt został ukończony. Nie wiadomo jednak kiedy i czy w ogóle zostanie wydany. Głos Oceana pojawił się w grze wideo Grand Theft Auto V, gdzie gra samego siebie i prowadzi stację radiową o nazwie Blonded Los Santos 97.8 FM. Użyczył też grze piosenek „Provider”, „Ivy”, „Crack Rock”, „Chanel”, „Nights” i „Pretty Sweet”, a także śpiewał dżingle w stacjach radiowych.
14 lutego 2018 roku Ocean wydał „Moon River”, cover piosenki wykonywanej przez Audrey Hepburn w filmie Śniadanie u Tiffany'ego z 1961 roku. W maju 2018 roku Ocean pojawił się w utworach „Brotha Man” i „Purity” z trzeciego albumu studyjnego ASAP Rocky'ego Testing (2018), a w sierpniu, Ocean wystąpił w utworze „Carousel” z trzeciego albumu studyjnego Travisa Scotta Astroworld (2018). We wrześniu 2018 roku zgłoszono, że Ocean podjął kroki prawne przeciwko Scottowi składając wniosek o zaprzestanie działania w sprawie wokali do albumu. Ocean później sprostował w poście na Tumblrze, że spór dotyczył kwestii społecznych, a nie muzyki i został już rozwiązany między dwoma artystami. 6 listopada 2018 roku w ciągu dnia wyemitowano trzy specjalne emisje Blonded Radio z okazji wyborów uzupełniających, które odbyły się w USA, a także z okazji wydania nowych produktów, które otrzymali ci, którzy mieli dowód oddania głosu w Houston, Atlancie, Miami i Dallas. Same odcinki nie zawierały żadnych nowych piosenek Oceana, ale obejmowały różne dyskusje polityczne, w tym dyskusję na temat tego, że Ocean jest „otwarcie queerowym” czarnoskórym mężczyzną we współczesnej muzyce rap.
5 lutego 2019 roku konto Oceana na Tumblrze zostało zhakowane, które sugerowało informacje o kolejnych materiałach Oceana. 19 października 2019 roku Ocean wydał nową piosenkę zatytułowaną „DHL” w swoim programie radiowym Blonded Radio na Beats 1 i ogłosił na swojej stronie internetowej wydanie 7-calowych singli winylowych z dwoma nowymi piosenkami zatytułowanymi „Dear April” i „Cayendo”, pierwotnie dostępnych wyłącznie jako fizyczne single z remiksami stron B odpowiednio Justice i Sango. 1 listopada 2019 roku Ocean wydał po „DHL” nową piosenkę zatytułowaną „In My Room”, która miała premierę w Blonded Radio, a niedługo potem, 3 listopada, opublikował w sieci kolejny winylowy singiel z nową piosenką zatytułowaną „Little Demon” z remiksem strony B autorstwa Arca.  Jednakże, 25 lutego 2020 roku Ocean ogłosił, że zastąpi „Little Demon” nieopublikowaną piosenką, która ukaże się 28 lutego. Płyta winylowa z utworem „Little Demon” została anulowana i zwrócono pieniądze.
Ocean miał być główną gwiazdą festiwalu Coachella w październiku 2020 roku. Z powodu pandemii COVID-19, festiwal początkowo przełożono na 9–11 października i 16–18 października, ale w czerwcu funkcjonariusze służby zdrowia publicznego hrabstwa Riverside ogłosili, że Coachella oraz Stagecoach zostaną całkowicie odwołane. W sierpniu 2021 roku współzałożyciel festiwalu Coachella Paul Tollett potwierdził, że Ocean będzie główną gwiazdą Coachelli w 2023 roku. Od 25 marca 2020 roku na stronie internetowej Oceana rozpoczęła się wysyłka singli winylowych „Dear April” i „Cayendo”, a także wydanego wcześniej „In My Room”, chociaż wiele osób zgłaszało później problemy z otrzymywaniem zamówień na płyty winylowe lub otrzymywaniem zwrotów pieniędzy za anulowane zamówienia. Remiksy obu utworów zapowiadano już wcześniej podczas jego klubowego setu DJ-skiego PrEP+. Wydanie winylowe i ekskluzywność zachęciły słuchaczy do udostępnienia tych dwóch piosenek na stronach takich jak Twitter i SoundCloud, a obie piosenki zostały oficjalnie wydane w wersji cyfrowej 3 kwietnia 2020 roku.
8 sierpnia 2021 roku Frank Ocean oficjalnie ujawnił swój pierwszy projekt modowy Homer, o którym piosenkarz początkowo poinformował w wywiadzie dla Financial Times. W pytaniach i odpowiedziach załączonych do komunikatu prasowego Homer został po prostu określony jako „niezależna amerykańska firma luksusowa założona przez Franka Oceana”. W relacji na Instagramie Frank napisał: „Ten projekt utrzymywał mój umysł w ruchu i moją wyobraźnię w ruchu przez cały czas. [...] Moją nadzieją jest tworzenie rzeczy, które przetrwają, które trudno zniszczyć, zobaczenie ich w kamieniu. [...] To trwało 3 lata i jest tak wiele, czym chciałbym się podzielić z wami wszystkimi, nieznajomymi. Love”. Homer, wraz z zawarciem współpracy z Pradą, powoływała się na inspirację „dziecięcymi obsesjami” i „dziedzictwem jako fantazją”.
25 grudnia 2021 roku Ocean wydał w swoim programie radiowym Blonded Radio w stacji Beats 1 nową, 9-minutową piosenkę bez tytułu, w której wystąpił Cory Henry. W czerwcu 2022 roku ogłoszono, że Ocean prowadzi rozmowy w sprawie wyreżyserowania swojego pierwszego filmu fabularnego, a jego produkcją zajmie się A24. W październiku Ocean zaprezentował Homer Radio, cotygodniową audycję na Apple Music 1, którą opisuje jako okno na to, co dzieje się w ich biurze po godzinach.
10 stycznia 2023 roku, organizatorzy festiwalu Coachella ogłosili, że Ocean będzie gwiazdą festiwalu w dniach 16 i 23 kwietnia. Był to jego pierwszy występ na scenie od 2017 roku. Ocean rozpoczął swój występ prawie godzinę po planowanym czasie rozpoczęcia 16 kwietnia i był zmuszony zakończyć występ wcześniej ze względu na lokalne ograniczenia związane z godziną policyjną. Występ spotkał się z szeroką krytyką zarówno fanów, jak i krytyków muzycznych, zwłaszcza za to, że nie był transmitowany na żywo na YouTube, jak większość innych występów na festiwalu. Na widowni nie mogli przebywać żadni profesjonalni fotografowie, a fani nie otrzymali żadnych gadżetów. Wielu uznało, że wysiłek, jaki Ocean włożył w swój występ, był przeciętny i rozczarowujący, biorąc pod uwagę, że artysta nie występował na żywo od sześciu lat. Później odwołał swój występ w drugi weekend festiwalu, powołując się na kontuzję nogi.

## Styl muzyczny
Muzykę Oceana dziennikarze muzyczni określają jako specyficzną pod względem stylu. W jego muzyce zazwyczaj można usłyszeć instrumenty klawiszowe, często grane przez samego Oceana, a w produkcji wspiera ją stonowana sekcja rytmiczna. Jego kompozycje są często w średnim tempie, zawierają niekonwencjonalne melodie i czasami mają eksperymentalną strukturę utworu. W komentarzach krytycznych określano go mianem „awangardowego artysty R&B” i „ awangardowego piosenkarza soulowego”. Steven Hyden nazwał go „introspekcyjnym balladzistą psycho-soulowym”.
W twórczości Oceana Jon Pareles z The New York Times zauważył „otwarte echa samodzielnych, innowacyjnych autorów tekstów R&B, takich jak Prince, Stevie Wonder, Marvin Gaye, Maxwell, Erykah Badu, a zwłaszcza R. Kelly i jego sposób pisania melodii, które balansują między mową a piosenką, są asymetryczne i synkopowane”. Jody Rosen z Rolling Stone nazywa go śpiewakiem-pochodnią ze względu na „jego wyczucie romantycznej tragedii, rozwijającej się w powoli wrzących balladach”. Chris Richards z The Washington Post opisał sceniczną obecność Oceana podczas występów na żywo jako „skromną”. Podczas gdy Nostalgia, Ultra (2011) prezentowała zarówno oryginalną muzykę Oceana, jak i utwory oparte na samplowanych melodiach, Channel Orange (2012) przedstawił Oceana jako głównego kompozytora, o którym dziennikarz muzyczny Robert Christgau wyraża opinię, że „gdy jest jedynym kompozytorem, Ocean opiera się robieniu z siebie show — opiera się odjazdowemu hookowi, inteligentnemu tempu, samemu transcendentnemu falsetowi”.
Teksty piosenek Oceana poruszają tematy miłości, tęsknoty, obaw i nostalgii. Jego debiutancki singiel „Novacane” zestawia odrętwienie i sztuczność relacji seksualnej z tą występującą w głównym nurcie radia, natomiast „Voodoo” łączy tematy duchowości i seksualności oraz stanowi ekscentryczne ujęcie tematu powszechnego w R&B. Ta ostatnia piosenka została opublikowana przez Oceana na jego koncie na Tumblrze i nawiązuje zarówno do tradycyjnego duchowego „He's Got the Whole World in His Hands”, jak i do kobiecej anatomii w refrenie: „Ona ma cały szeroki świat w swoim soczystym owocu / on ma cały szeroki świat w swoich spodniach / owinął cały szeroki świat obrączką ślubną / a potem położył cały szeroki świat na jej dłoniach / ona ma cały szeroki świat w swoich dłoniach / on ma cały szeroki świat w swoich dłoniach”.
Według Corbona Goble’a ze Stereogum, liryczne „nastroje” utworu „Voodoo” wskazują na „czasem ponure, depresyjne tendencje liryczne” Oceana, podczas gdy Tirhakah Love z MTV News, zalicza takie piosenki do najbardziej charakterystycznych utworów Oceana, ponieważ przekształcają znaczenie stojące za pamięcią krótkotrwałą i długotrwałą oraz „zakłócają bieg liniowego czasu, zachęcając nas do głębokiego zanurzenia się we własnych wspomnieniach i poczucia czegoś niezatarcie rzeczywistego”. Niektóre piosenki na Channel Orange (2012) nawiązują do doświadczeń Oceana związanych z nieodwzajemnioną miłością.

## Życie prywatne
4 lipca 2012 Ocean wydał list otwarty na swoim blogu na portalu Tumblr w którym ujawnił swoją orientację seksualną. List opisywał nieodwzajemnione uczucia, które żywił do innego młodzieńca gdy miał 19 lat, cytując to jako jego pierwsza prawdziwa miłość. Wcześniejsze przeżycia były inspiracją do słów piosenki „Thinkin Bout You” singla promującego debiutancki album channel Orange. Ocean określił iż utwór jest „Zapisem dręczącego bólu, który przychodzi wraz z myśleniem o kimś przez cały czas nawet jeśli ta osoba nie może odwzajemnić uczucia”. Artysta wówczas również użył bloga by podziękować temu człowiekowi za jego wpływ na swoje życie, a także podziękował swojej matce i innym przyjaciołom, pisząc „Nie wiem co się teraz ze mną dzieje, ale jest wszystko w porządku. Nie mam już jakichkolwiek tajemnic... czuję się wolny” Wyznanie zostało pozytywnie odebrane przez najbliższych jak i środowisko muzyczne USA.

## Dyskografia

### Albumy studyjne
- Channel Orange (2012)
- Blonde (2016)

### Mixtape
- Nostalgia, Ultra (2011)

### Albumy wizualne
- Endless (2016)

## Single
- „Novacane” (2011) (Nostalgia, Ultra)
- „Swim Good” (2011) (Nostalgia, Ultra)
- „Thinkin Bout You” (2012) („channel Orange”)
- „Pyramids” (2012) („channel Orange”)
- „Sweet Life” (2012) („channel Orange”)
- „Lost” (2012) („channel Orange”)
- „Chanel” (2017)
- „In My Room” (2019)
- „DHL” (2019)
- „Dear April” (2020)
- „Cayendo” (2020)

### Gościnnie
- „Hell” (2010) – MellowHype feat. Frank Ocean (BlackenedWhite)
- „Rico” (2010) – MellowHype feat. Frank Ocean (BlackenedWhite)
- „She” (2011) – Tyler, the Creator feat. Frank Ocean (Goblin)
- „Window” (2011) – Tyler, the Creator feat. Frank Ocean, Domo Genesis, Hodgy Beats & Mike G (Goblin)
- „No Church in the Wild” (2011) – Jay-Z & Kanye West feat. Frank Ocean (Watch the Throne)
- „Made in America” (2011) – Jay-Z & Kanye West feat. Frank Ocean (Watch the Throne)
- „Analog 2” (2012) – Tyler, the Creator & Frank Ocean & Syd tha Kyd (The OF Tape vol. 2)
- „Snow White” (2012) – Hodgy Beats & Frank Ocean (The OF Tape vol. 2)
- „White” (2012) – Frank Ocean (The OF Tape vol. 2)
- „Superpower” (2013) – Beyoncé feat. Frank Ocean (BEYONCÉ)
- „Frank's Track” (2016) – Kanye West feat. Frank Ocean (The Life of Pablo)
- „Raf” (2017) – A$AP Rocky feat. Frank Ocean, Lil Uzi Vert, Playboi Carti & Quavo
- „Slide” (2017) – Calvin Harris feat Frank Ocean & Migos
- "Where This Flower Blooms" (2017) – Tyler, the Creator feat. Frank Ocean (Flower Boy)
- "911/Mr.Lonely" (2017) – Tyler, the Creator feat. Frank Ocean & Steve Lacy (Flower Boy)
- "Purity" (2018) – A$AP Rocky feat. Frank Ocean (Testing)
- "Carousel" (2018) – Travis Scott feat. Frank Ocean (Astroworld)